# Egyesült Izzólámpa és Villamossági Rt.
Az Egyesült Izzólámpa és Villamossági Rt. az Egger Béla által alapított Első Osztrák-Magyar Villamvilágítási és Erőátviteli Gyár Egger B. és Tsa. cégből jött létre. A cég gyártmányösszetételét elektromos át- és kikapcsolók, feszültségmérők, árammérők, telefonok, dinamók, és nem utolsósorban szénszálas izzók tették ki. A gyártás bővítéséhez a berlini Aktiengesellschaft für Elektrische Glühlampen Patent Seel céggel az izzólámpaosztályból önálló részvénytársaságot hoztak létre Villanyos Izzólámpagyár Rt. néven. A bécsi és a  budapesti gyárból a Pesti Magyar Kereskedelmi Bank bevonásával létrehozták az Egyesült Villanyossági Részvénytársaságot. Egy évvel később beolvasztották a Villanyos Izzólámpagyárat is.

## Története
Aschner Lipót 1892. július 1-én lépett a cég alkalmazásába, ahol rövid idő alatt hatalmas karriert csinált. 1904-ben aligazgató, 1918-ban kereskedelmi igazgató, 1921-ben vezérigazgató. Aschner valamennyi beosztásában az izzólámpagyártás fejlesztését, a termelés fokozását helyezte előtérbe. Mivel a Huszár utcai gyár már nem volt alkalmas, a gyár 1901-ben Újpestre, a (külső) Váci útra költözött. Az 1885-ben megszületett Zipernowsky Károly, Déri Miksa és Bláthy Ottó Titusz világszabadalma, mely megoldotta a transzformátoron alapuló villamosenergia-elosztásnak és energiaátvitelnek kérdését, és lehetővé tette a fogyasztóhelyek függetlenítését egymástól egyre több felhasználási lehetőséget követelt. Az Egyesült Villamossági Rt. 1902–1903 évben mintegy négymillió lámpát gyártott. Az éles piaci versenyben a gyár megállta a helyét. Az izzólámpák fényhasznosításának és élettartam növelésére kísérletek folytak fémből készült izzószál használatára. A fejlesztések során megjelent az ozmium lámpa, Nernst lámpa, majd a tantál lámpa. Ezek a lámpák jobbak voltak elődjeiknél, de közel sem voltak tökéletesek. Dr. Just Sándor és Hanaman Ferenc a volfrámszálas izzót kísérletezték ki. Az Egyesült Villamossági Rt. azonnal megvásárolta az izzólámpa gyártásának és értékesítésének jogát. 1906-ban a cég nevét Egyesült Izzólámpa és Villamossági Rt-re változtatták. Kihangsúlyozva, fő termékét az izzólámpát. 1909. április 28-án bejegyezték a Tungsram márkanevet, mely az egész világon ismert, és elismert márka lett.
Az első világháború alatt tovább fokozta a termelést, és a haditechnikának szükséges rádiócső-gyártást is beindította.

## A két világháború között
A General Electric 1922–1923-ban adta át az újpesti gyárnak lámpagyártó automata gépi berendezéseinek technológiáját. Ez módot adott a jó minőségű saját gépgyártás megteremtésére. A mechanikai gyárban a konstrukciós osztály és a gépszerkesztési osztály szerepe rendkívül megnőtt 1927-től. Egyre több mérnököt és technikust alkalmaztak, akik kiváló berendezéseket szerkesztettek az automatizáláshoz. Az így megvalósított gépi tömegtermelés a gyártási technológiát alapjaiban változtatta meg. Az automata gépeket, gépsorokat később bel- és külföldre egyaránt gyártották.
Az Egyesült Magyarhoni Üveggyárak Rt.-hez tartozó újantalvölgyi üveghuta csődbe jutott, és a fővárosi társaság 1915–1916-ban felvásárolta. 1921. április 5-én megvette a Tokodi Üveggyár Rt.-t, és leányvállalatai közé sorolta. A cég elhatározta, hogy megteremti saját gépi üveggyártását, összhangban fejlődő lámpa- és rádiócsőgyártási szükségleteivel. Az újpesti bázisú üveggyártás megteremtése azzal az előnnyel is járt, hogy a tokodi és újantalvölgyi gyárakat a speciális kisebb szériájú búraüveggyártásra állították át, Újpesten pedig a nagy volumenű búratermelést valósították meg, jelentős szállítási költségeket megtakarítva. A három üveggyár kapacitása lehetővé tette, hogy más cégek üvegszükségletét is kielégítsék. A csomagolóanyag-szükségletét is biztosította, hogy Aschner Lipót élve elővételi jogával bekerült a Neményi testvérek erzsébetfalvai papírgyárában az igazgatótanácsba, fia pedig a cég igazgatója lett. Így már nem voltak kitéve a beszállítóknak.
A General Electricnél még Pácz Aladár kísérletei nyomán megalkották a magas hőmérsékleten feltekerhető volfrámszálat. Az újpesti gyárban alkalmazott Tury Pál és Tarján György kutatásai ezen a nyomon haladtak tovább. A volfrámanyag javítását szolgáló kísérleteik eredményeként dolgozták ki az úgynevezett GK (Grosskristal) volfrámszálat. Bródy Imre feltalálta a kriptonlámpát. A vállalat megvásárolta az Ajkai Kőszénbánya Rt. teljes részvénypakettjét, hogy a kriptongyár elektromos energiaszükségletét saját bázison biztosítsa.

## A német megszállás után
1944. március 19-én, a német megszállás napján elhurcolták Aschnert. Bay Zoltán a műszaki, míg Jankovich Dénes a kereskedelmi és adminisztratív ügyek vitelét vállalta igazgatóként. A vállalat 1944-ben új parancsnokot kapott, aki azonnal intézkedett a cég kitelepítésének előkészítéséről, különös tekintettel a katonai rádiócsőgyártásra. A gépek elhelyezésére a Kőbányai sörgyárat jelölték ki. A két igazgató, a németek tudta nélkül, jelentős mennyiségű nyersanyagot és félkészterméket menekített ki a gyárból. Ezt Tárnokon, Adorjánházán rejtették el. A vállalat megmentette a haláltól elhurcolt vezérigazgatóját. A titkos tárgyalások végül is jól zárultak. 100 ezer svájci frank értékű pénzutalvány fejében szabadon engedték. 1944. október 23-án megalakult a nyilas üzemi tanács, amely sürgette a teljes kitelepítést.
1945. január 15-én az első orosz katona megjelent a gyárban. Ígéretük ellenére mintegy 700 vagonnyi gépet, alkatrészt szállítottak el. Elvitték a gyár gépi berendezésének 96%-át, az izzólámpakészlet 50%-át, a tárnoki raktárból 130 láda gépet, az ott tárolt nyersanyag- és félkészáru készlet 90%-át, és teljesen leszerelték az ajkai kriptongyárat.

## Az újrakezdés
A második világháború, Budapest ostroma, a háborús jóvátételi szállítások, valamint a gyár termelőeszközeinek, készleteinek elhurcolása hatalmas anyagi terhet jelentett. Ugyanakkor igen jelentős műszaki fejlesztést igényelt. A vezetők és a szakképzett munkások jelentős része, a hatalmas veszteségek ellenére, túlélte a háborút. Szakértelmük nagy segítséget jelentett az újjáépítésben. Közülük is kitűnt a gyár műszaki igazgatója Lévai János, valamint Valkó Iván Péter. A gépek elhurcolásán kívül nehézséget okozott az akadozó anyagellátás, a megfelelő gépek hiánya. Csak 1945 szeptemberében sikerült 24 darab svájci, dán és csehszlovák precíziós szerszámgépet beüzemelni, melyek beszerzésében közreműködtek a külföldi leányvállalatok. További nehézséget okozott az újpesti üveggyár leszerelése. Szerencsére az argentínai leányvállalatnak szánt gépeket sikerült visszahozni Újpestre.
A svájci gyógykezelésen levő Aschner a vállalat sorsát éber figyelemmel kísérte. Bár az ügyvitel tőle függetlenül működött, a külföldi leányvállalatokra és külképviseletekre jelentős befolyással bírt.

## A gyár „államosítása”
Már az 1945 decemberi államosítás érintette az Izzót. A bányák államosítása során az Ajkai Kőszénbánya kikerült az újpesti vállalat tulajdonából. Az Ajkai Erőművet is államosították 1946 végén. A vállalatok államosítását titokban készítették elő, és 1948. március 25-én egyszerre hajtották végre. Államosításra került az Agrolux Községeket és Mezőgazdaságokat Villamosító Rt., a Villamossági és Üvegipari Rt., az Orion, a Remix Elektrotechnikai Gyár Kft., Tokodi Üveggyár Rt.. Ez azt a veszélyt rejtette, hogy a külföldi leányvállalatokat és fiókjaikat a lefoglalás fenyegette. Azokat a háborús károk fedezésére a volt szövetséges államok zárolhatták. Szóba került, hogy az Izzó leányvállalatait nem államosítják. Végül az Iparügyi Minisztérium inkább nem engedélyezte az Izzónak a leányvállalatok vagyontételeinek leírását. Így az Egyesült Izzó ténylegesen csak egy hónapig volt állami vállalatnak tekinthető. A termelés bővítésére több vidéki céggel kötöttek kooperációs szerződést, majd ezeket beolvasztották az Izzóba. Ráerőltették olyan termékek gyártását is, melyek nem vágtak a profiljába, így értelemszerűen veszteséget termeltek. 1950-ben elvették a cég önálló exportjogát, és így lényegében elszakították a piacaitól. Emiatt nem ismerte a piaci igényeket, elszakadt a keresletektől.  Később ugyan visszakapta az exportjogot, de az önálló importjogot nem. Ezen túlmenően a rubelelszámolású export jövedelmezőbb volt a nyugati exportnál.

## Privatizáció és a jelen
1989-ben a General Electric megszerzi a vállalat többségi tulajdonát és egyben a vezetési jogot is.
2018-ban a GE megválik a Fényforrás üzletágától. A vállalat a jövőben Tungsram néven folytatja tovább működését! A tranzakció várhatóan 2018. közepéig zárul le.

## A kutatólaboratórium
Aschner 1921-ben megszervezte a gyár kutató laboratóriumát. Vezetésével Pfeifer Ignác műegyetemi professzort bízta meg. Olyan neves munkatársak dolgoztak itt, mint Bródy Imre, Selényi Pál, Bay Zoltán, Millner Tivadar, Winter Ernő, Gábor Dénes, Polányi Mihály, Orován Egon, Szigeti György. 1936-tól a kutatólaboratórium vezetését Bay Zoltán, a szegedi egyetem professzora vette át és vezette. 1942-ben létrehozták a Bay-csoportot, amely a katonai radar kifejlesztésére szakosodott. Fél évvel később már mikrohullámokkal 18 km távolságig követhettek dunai uszályokat, majd 1943 nyarára már egy, a Nagy-Kevély hegy feletti repülőgépet is sikerült bemérni. Ez a csoport több éves fejlesztőmunka után 1946. február 6-án saját fejlesztésű radarjával jeleket küldött a Holdra, és a visszhangokat sikeresen felfogta. A kísérletekben részt vett Simonyi Károly is. 
Részben ebből a laboratóriumból jött létre a Távközlési Kutató Intézet (1949) és a Híradástechnikai Ipari Kutató Intézet (1953).

## A gyár és Újpest szociális-, művelődés-, sport élete
Aschner nagy hangsúlyt fektetett a szakemberképzésre. A Műegyetem részére 300 000 pengő felajánlást tett az atomfizikai tanszék felállítására. Hajós Alfréddel terveztette meg az újpesti 20 000 férőhelyes stadiont a gyár területére. Mivel rajongott a sporttért elvállalta 1921-ben az Újpesti Torna Egylet elnöki tisztét is. Munkáslakásokat építtetett, uszodát, hétvégi üdülőhelyet, kultúrházat létesített a gyár dolgozói és családtagjai számára. A gyár kulturális és sport élete országos hírűvé vált. Mindez történt akkor, amikor Magyarország a „hárommillió koldus országa” volt. Aschner a hitközségek, kulturális és segélyszervezetek, árvaházak, öregotthonok egyik legnagyobb támogatója volt. Önmaga a gyárban lakott, és csak később költözött az apósától kapott villába.
A tisztviselők tagjai voltak az Elismert Vállalati Nyugdíjpénztárnak. A munkásokat baleset ellen biztosították a Nemzeti Balesetbiztosító Társaságnál. A munkások tagjai voltak a Munkás Betegsegélyező Pénztárnak.
A cég a tisztviselőitől magas fokú szakmai felkészültséget és kifogástalan munkát várt el. Az idegen nyelvtudás természetes követelmény volt.

## Tungsram Magyarországi gyáregységei
- Budapest, Váci út – Fényforrásgyár
- Győr – Célgéptervezés, gyártás
- Nagykanizsa – Fényforrásgyár és Logisztikai Központ
- Kisvárda – Halogén- és Autóipari Lámpagyár
- Zalaegerszeg – Alkatrészgyár
- Hajdúböszörmény – Alkatrészgyár
- Budapest, 1046 Fóti út 141 – Vákuumtechnikai Gépgyár (bezárt)
- Vác – Fényforrásgyár (bezárt)
- Kaposvár – Elektroncső gyár (bezárt)

## Tungsram a világban
– Európa
– Közel-Kelet
– Afrika
– Törökország

## Galéria

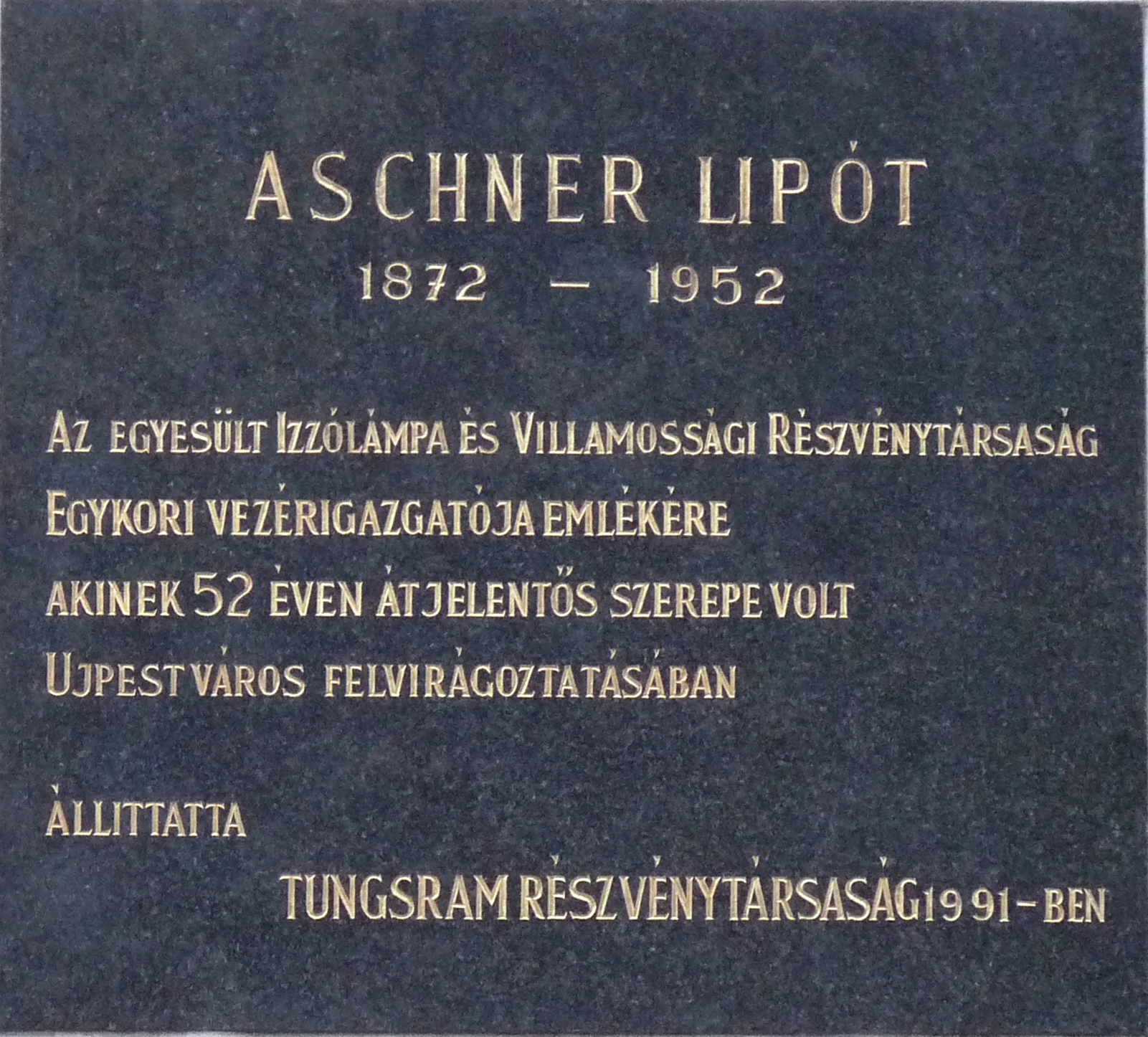
Aschner Lipót emléktábla
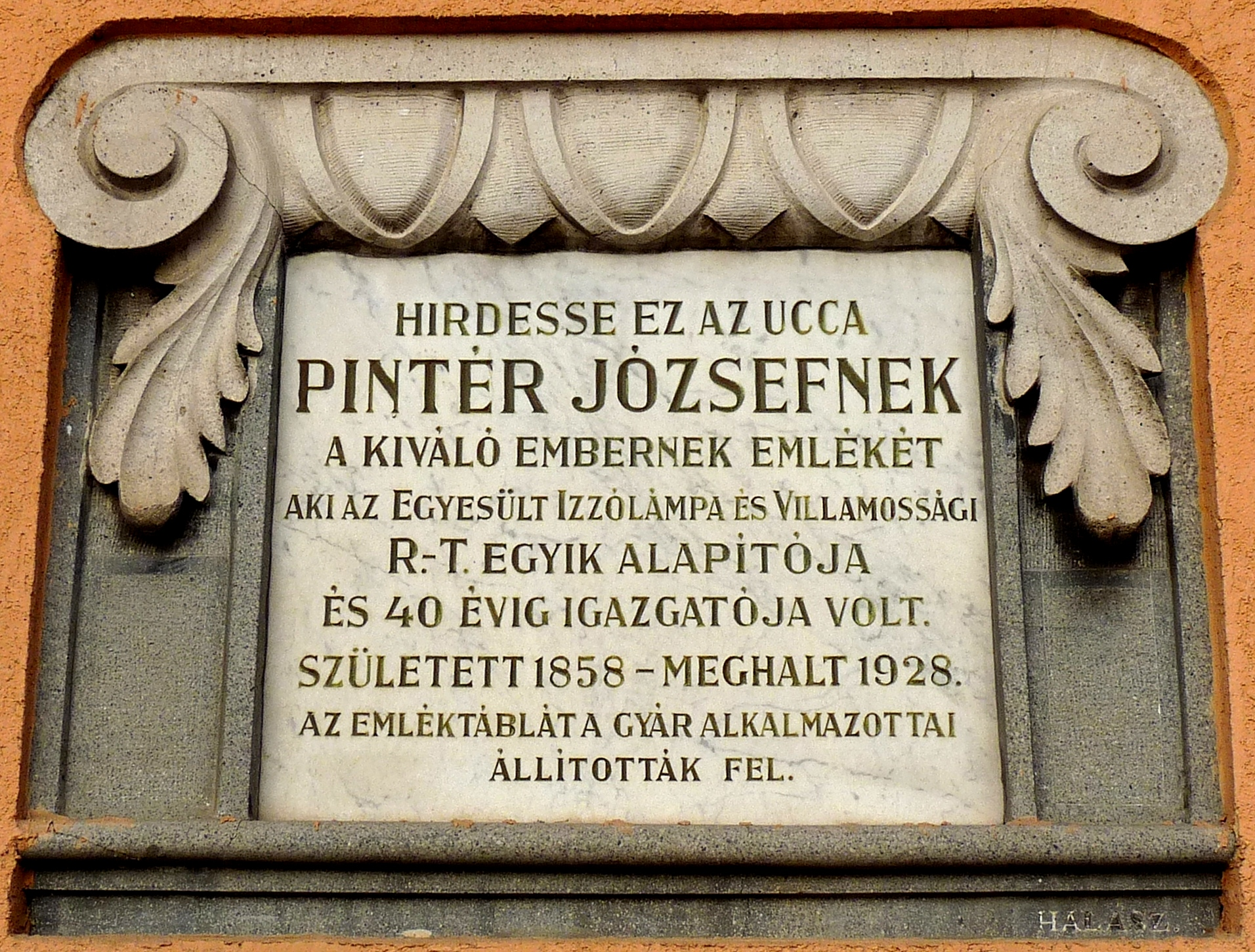
Pintér József emléktábla
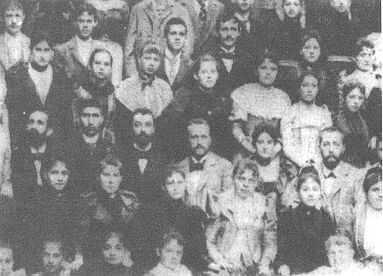
A Huszár utcai üzem dolgozói. Középen világos ruhában Pintér József műszaki igazgató
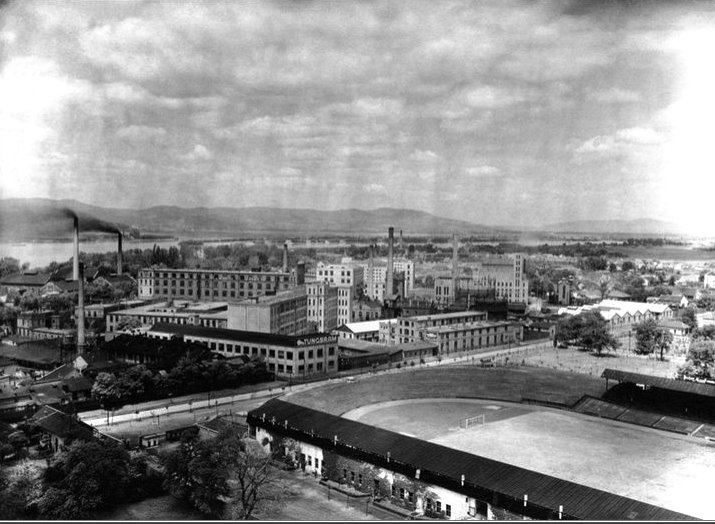
A Megyeri út az 1920-as években
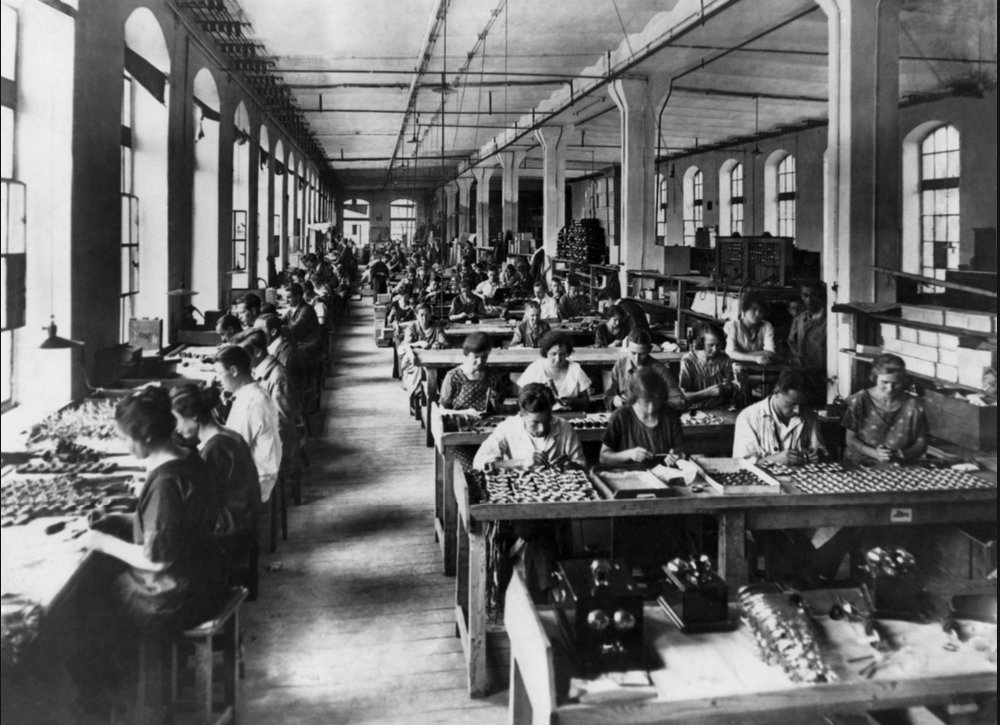
A gyártóüzem 1920-ban
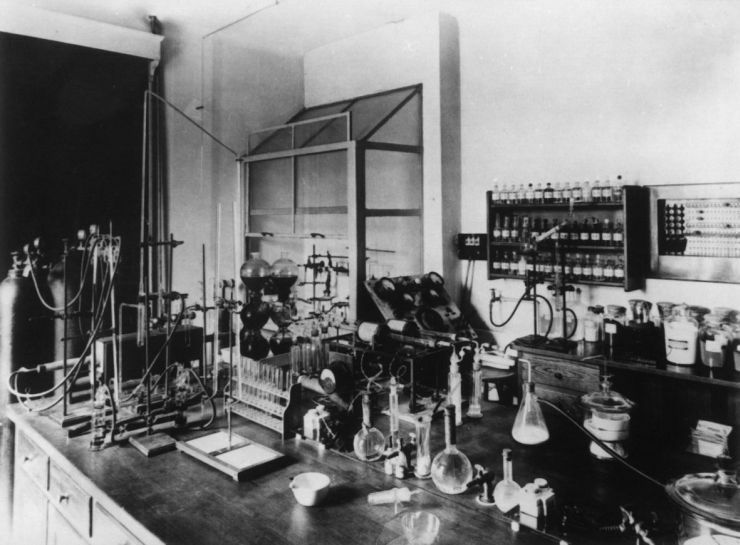
Wolfram-laboratórium
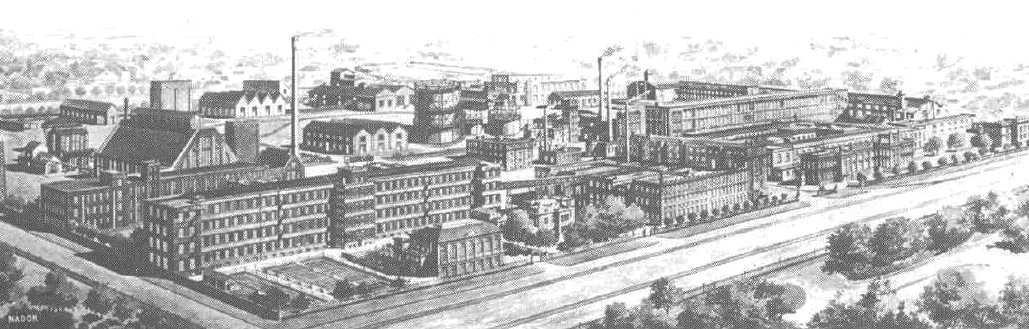
Az Egyesült Izzólámpa és Villamossági Rt. újpesti gyártelepe
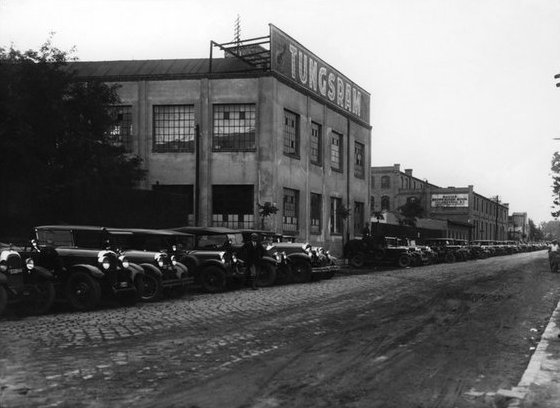
Váci úti üzemek
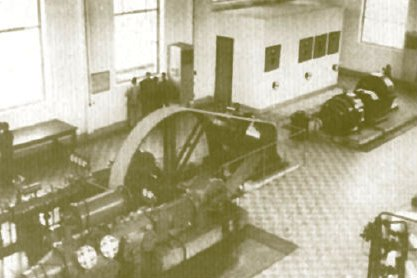
A kriptongyár gépterme
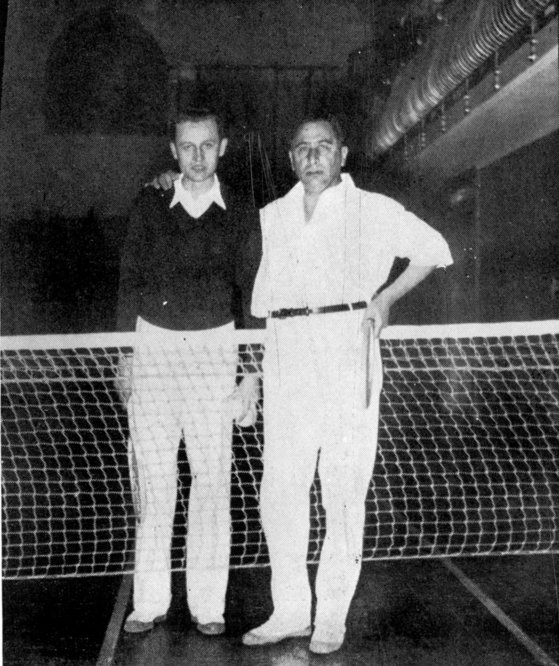
Aschner Lipót és Gábori Emil az UTE fedett teniszpályán
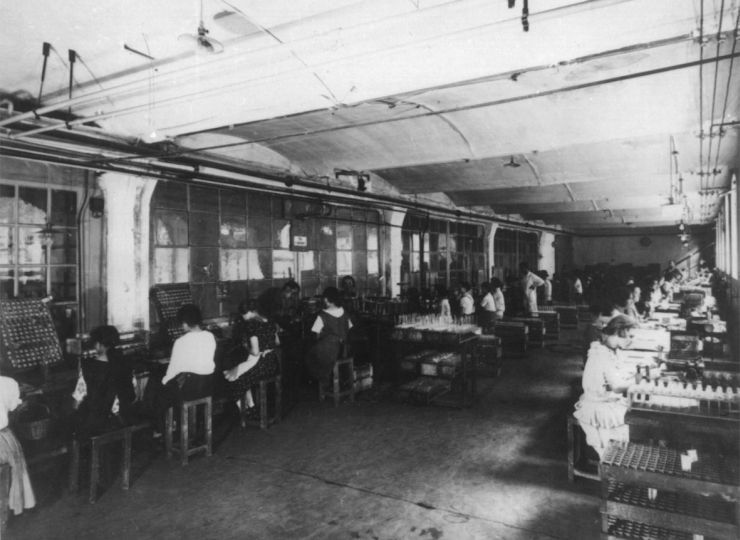
Rádiócső-gyártás
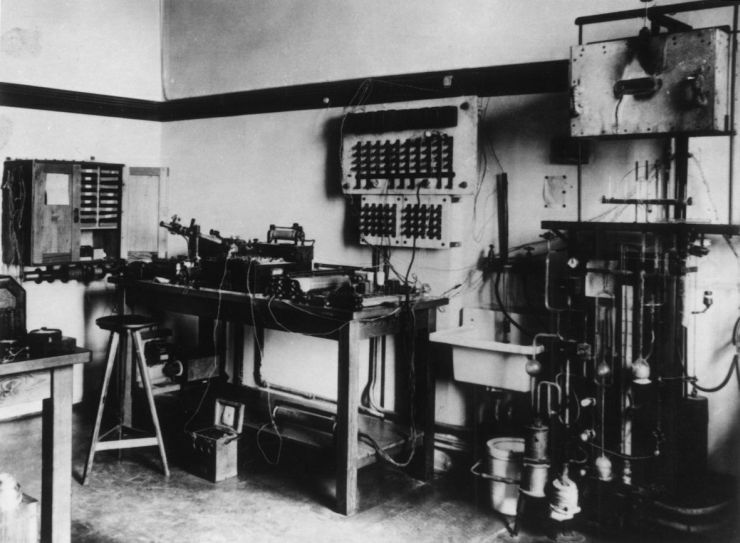
Elektroncső-laboratórium
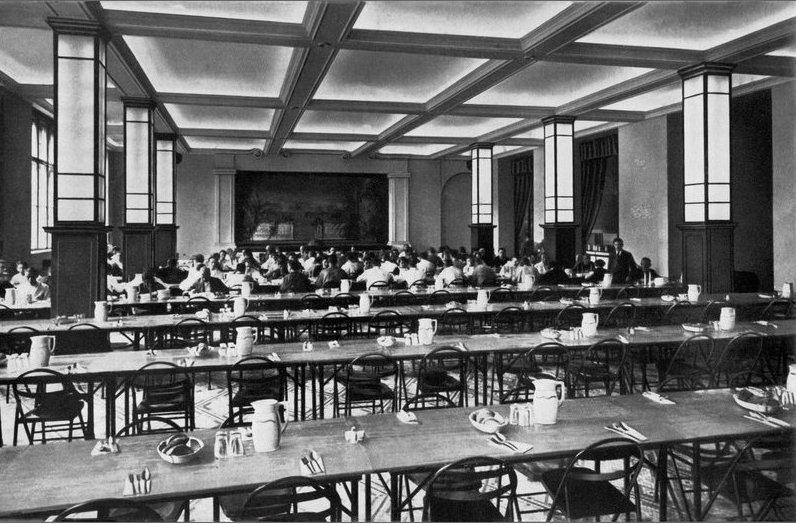
Az Egyesült Izzólámpa és Villamossági Rt. étkezdéje 1930 körül
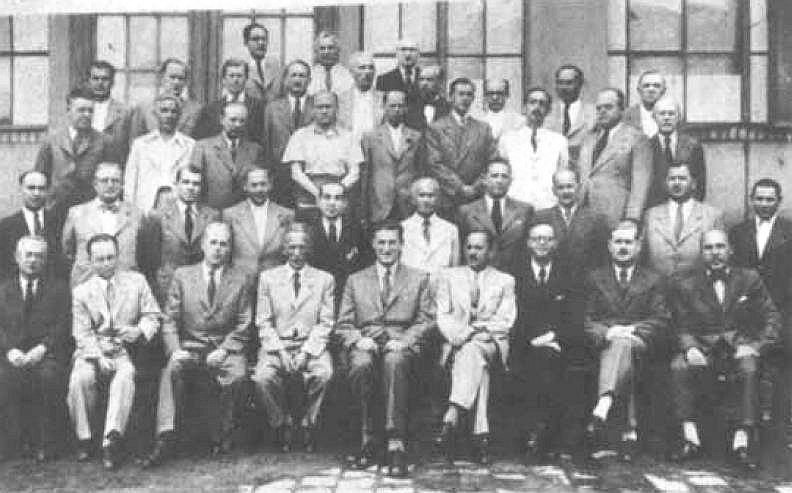
Egyesült Izzós műszakiak egy csoportja. Az első sorban jobbról a második Millner Tivadar, a harmadik Tury Pál.
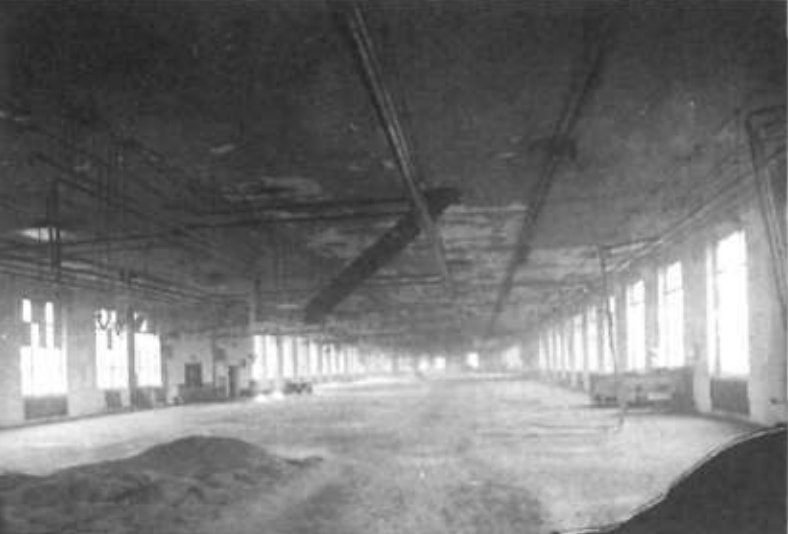
Az Izzó műhelye a szovjet leszerelés után

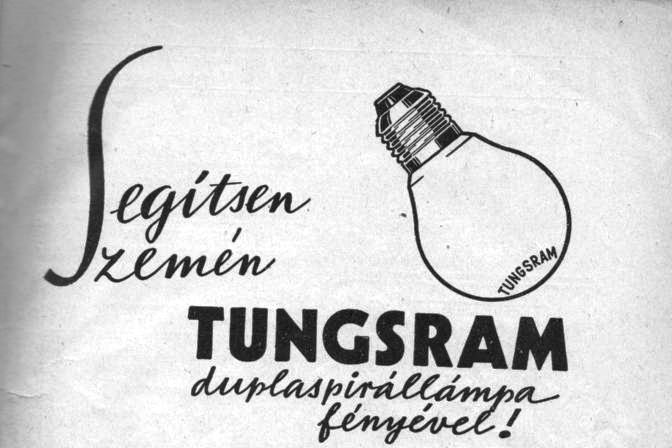
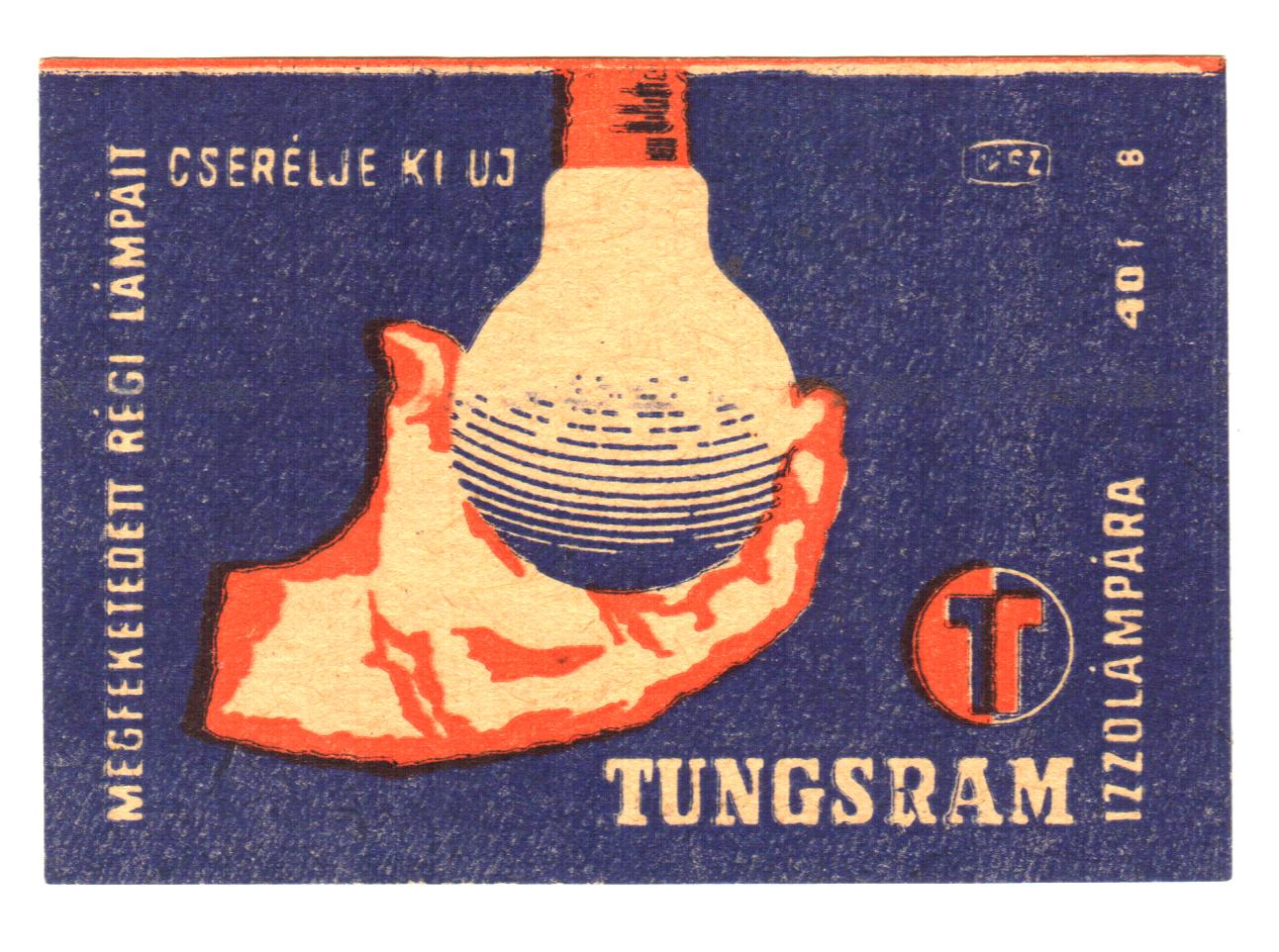
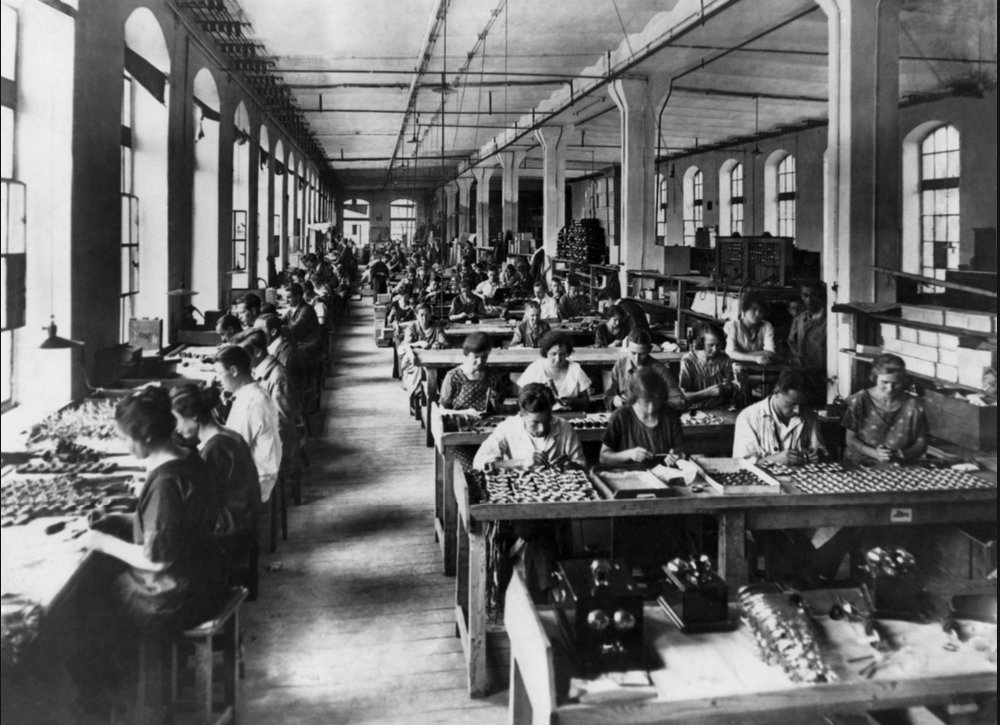
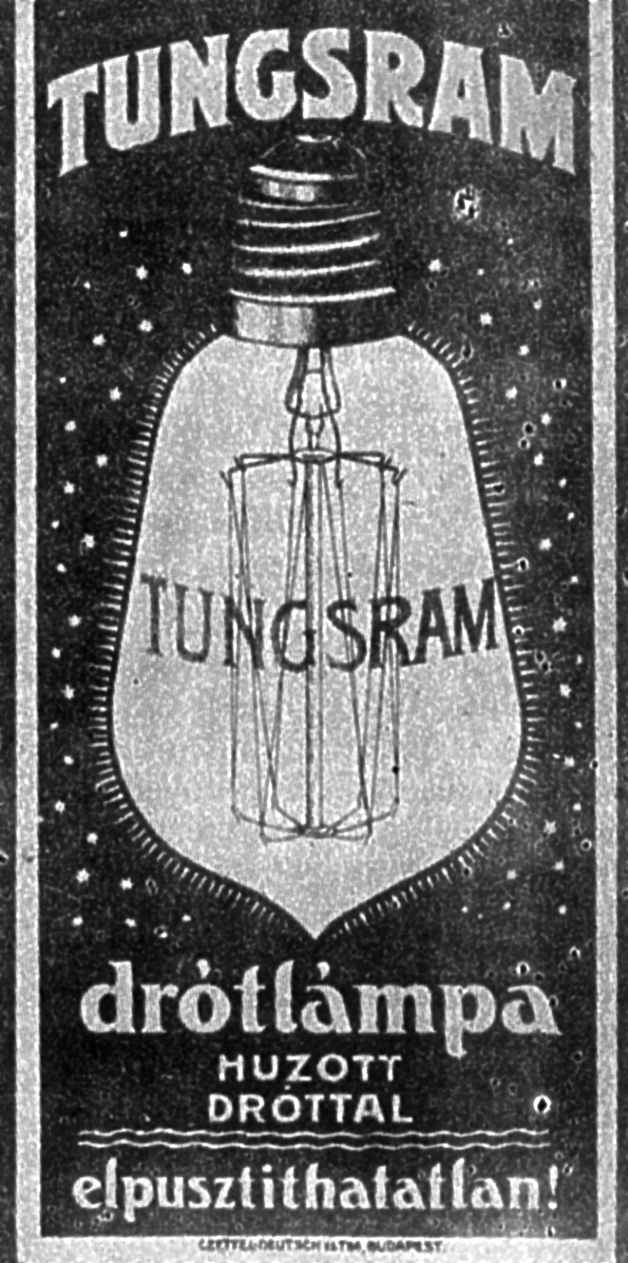
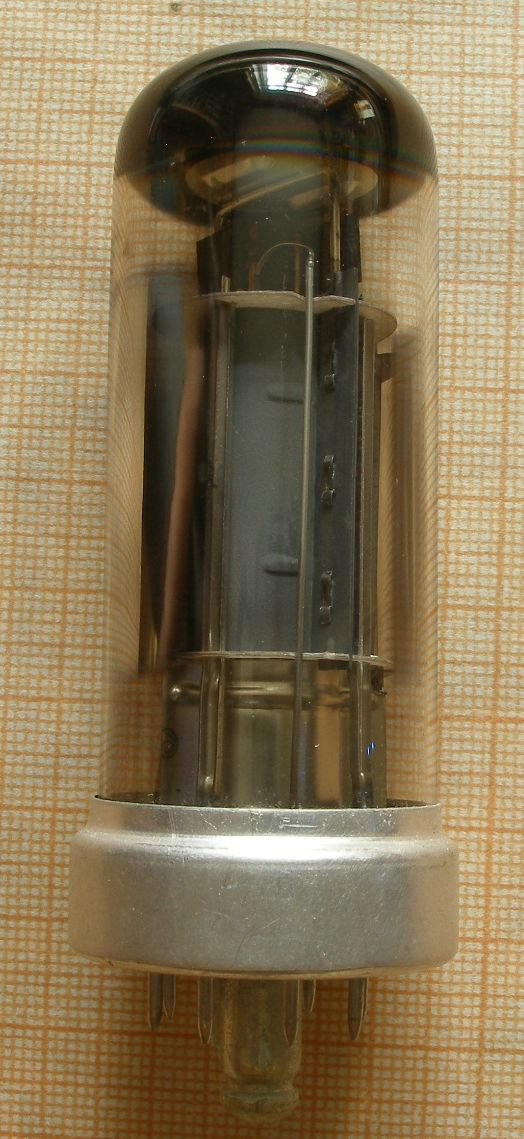
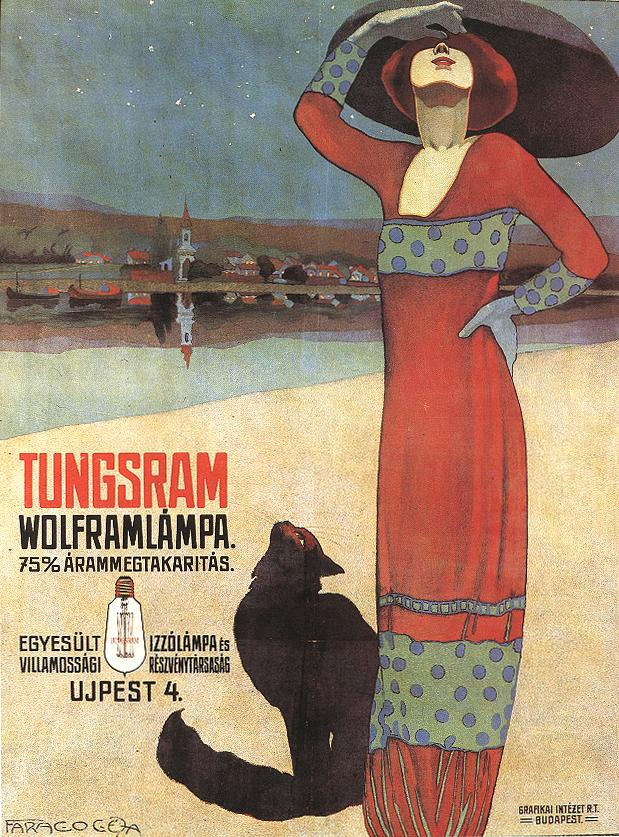
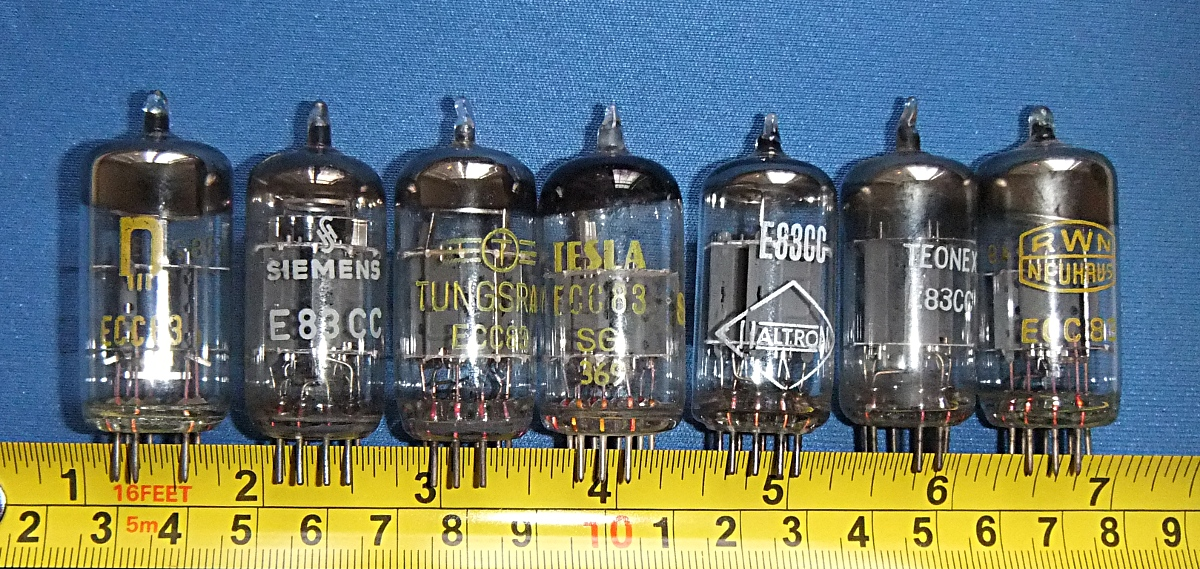
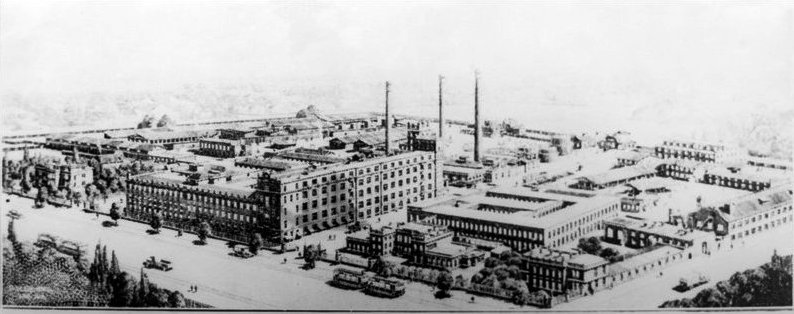